# Karl-Michael Ebner
Karl-Michael Ebner (* 7. März 1972 in Schärding) ist ein österreichischer Tenor, Intendant, Dirigent und Oboist.

## Leben
Ebner erhielt eine erste musikalische Ausbildung als Solist der Wiener Sängerknaben, studierte Oboe, Gesang und Dirigieren an der Hochschule für Musik und darstellende Kunst Wien, Gesang bei Gertrude Grob-Prandl sowie Lied und Oratorium an der Anton Bruckner Privatuniversität Linz.
Ebner war von 1990 bis 2002 Leiter des Vocalensembles USO. Von 1997 bis 2007 leitete Ebner das Kurtheater Bad Hall für Oper und Musical.
Karl-Michael Ebner ist seit 1995 künstlerischer Direktor des Musikfestivals Steyr sowie Intendant des Schubertfestivals Steyr.
Seit der Spielzeit 1999/2000 gehört er zum Solisten-Ensemble der Volksoper Wien. 2001 hatte er sein Debüt an der Wiener Staatsoper, mit Minostatos „Die Zauberflöte“ es folgten weitere zu „Salome“, „Mooses und Aron“, „Fidelio“, „Meistersinger von Nürnberg“ (DVD. C.Thilemann).
2009 beteiligte er sich an der Gründung des Vereins Art Projekte, der sich für jährliche Veranstaltungen, wie Weihnachten mit den Wiener Sängerknaben verantwortlich zeigt.
Karl-Michael Ebner war 2013 Initiator des Österreichischen Musiktheaterpreises, dessen Präsident und Direktor er ist.
Als Tenor-Solisten führten Karl-Michael Ebner Engagements an zahlreiche Opernhäuser in Europa, Asien, Australien und den USA. 

## Auszeichnungen
- Berufstitel Konsulent der Oberösterreichischen Landesregierung (2002)
- Braunsberger Kulturpreis 2003
- Kulturmedaille der Stadt Steyr (2007)
- Silbernes Ehrenzeichen für Verdienste um die Republik Österreich (2013)[2]
- Kulturmedaille des Landes Oberösterreich (2014)[3]
- Berufstitel „Professor“ durch die Republik Österreich (2022)[4]
- Silberne Verdienstmedaille des Landes Oberösterreich (2024)

## Medien
- Karl-Michael Ebner, in: Webpräsenz von Unisono online, das etwas andere Kulturmagazin